# Levring Sogn
Levring Sogn er et sogn i Ikast-Brande Provsti (Viborg Stift).
I 1800-tallet var Hørup Sogn anneks til Levring Sogn. Begge sogne hørte til Lysgård Herred i Viborg Amt. De udgjorde Levring-Hørup sognekommune, men senere blev de to selvstændige sognekommuner. Ved kommunalreformen i 1970 blev de begge indlemmet i Kjellerup Kommune, som ved strukturreformen i 2007 indgik i Silkeborg Kommune.
I Levring Sogn ligger Levring Kirke.
I sognet findes følgende autoriserede stednavne:
- Dalsgårdsmark (bebyggelse)
- Dyrbjerg (bebyggelse)
- Døssing (bebyggelse)
- Hindbjerg (bebyggelse, ejerlav)
- Levring (bebyggelse, ejerlav)
- Levring Bæk (vandareal)
- Levring Mark (bebyggelse)
- Levring Vesterhede (bebyggelse)
- Lillemølle (bebyggelse)
- Midstrup (bebyggelse, ejerlav)
- Skovsborg (bebyggelse)
- Træholt (bebyggelse)